# Ослоп
Осло́п — русское название деревянной палицы или дубины, а также кругляка или жерди.
Слово «ослоп», по одной версии, происходит от слова «столп» или «столб»; по другой — родственно словен. poslopje — «строение». В письменных источниках впервые упоминается в XV веке.
Ослоп был простейшим холодным оружием на Руси, им вооружались самые бедные пешие ратники.
Так, в Никоновской летописи сообщается, что в 1444 году «пешая рать многа собрана на них с ослопы, и с топоры, и с рогатины».
Однако, Устюжская летопись фиксирует это оружие в руках князя в битве 1469 года во время похода на Казань: «а князь Василей Ухтомской бился ж и бил их, скачючи по судом, ослопом».
В 1546 году отмечено использование ослопов пищальниками, возмущёнными отказом Ивана IV принять их с челобитьем: «пищалники все стали на бой и почяли битися ослопы и ис пищалей стреляти, а дворяне из луков и саблями, и бысть бой велик».
Ослопы применялись в судебных поединках. В этом контексте они упоминаются в Судебнике 1497 года: «а доспеху и дубин и ослопов стряпчим и поручником у себя не держати».
Считается, что боевые ослопы представляли собой деревянную дубину, которая могла быть утыкана гвоздями или окована железом.
Однако, археологических находок подобного оружия не существует, в связи с чем невозможно получить точное представление о его конструкции, размерах и весе.